# Малинщина
Малинщина (укр. Малинщина) — село,
Ракитянский сельский совет,
Великобагачанский район,
Полтавская область,
Украина.
Код КОАТУУ — 5320284706. Население по данным 1987 года составляло 40 человек.
Село ликвидировано в 2009 году.

## Географическое положение
Село Малинщина находится в 4-х км от левого берега реки Хорол.
В 1,5 км расположено село Говоры.
По селу протекает пересыхающий ручей с запрудой.

## История
- 2009 — село ликвидировано[1].